# Seo Tai-ji
 (juillet 2012).
Si vous disposez d'ouvrages ou d'articles de référence ou si vous connaissez des sites web de qualité traitant du thème abordé ici, merci de compléter l'article en donnant les références utiles à sa vérifiabilité et en les liant à la section « Notes et références ».
Seo Tai-ji ou Seo Tae-ji (서태지), dont le vrai nom est Jeong Hyeon-cheol (정현철), est un chanteur et musicien sud-coréen né le 21 février 1972 à Séoul.

## Biographie

### Premiers pas dans la musique
Dès l'âge de 14 ans, Seo Tai-Ji entra successivement dans plusieurs groupes de rock amateurs. Haneul Byuk en 1986 et Hwalhwasan (활화산) en 1987. Il est ensuite recruté en 1989 par le groupe de heavy metal Sinawe (시나위) en tant que bassiste où il connait ses premiers débuts sur scène.
Il décida alors d'abandonner l'école, système qui, selon lui, ne sert à Rien sauf à corrompre les esprits de la jeunesse. Il devint par la même occasion musicien professionnel.

### Carrière solo
Après la séparation du groupe Seo Taiji and Boys, Tai-ji disparut de la scène musicale pendant 2 ans et s'installa aux États-Unis en tant que Jeong Hyeon-Cheol, travaillant secrètement sur son retour.
C'est en 1998 que voit le jour son premier album solo, qu'il produit et finance lui-même. Bien qu'il ne rencontra pas un grand succès cela l'amena sur la voie du succès.
En 2000 sort "6th album", son album le plus populaire. Il est alors accompagné de 4 nouveaux musiciens (Top et Rock aux guitares, Sang Uk -Monkey- à la basse et Heff "The Machine" Holter à la batterie). Fortement inspiré par des groupes américains tels que Korn ou Limp Bizkit, le style musical et esthétique de Seo Tai-Ji bascule vers le nu metal. Internet War (인터넷 전쟁), Ultramania (울트라맨이야), Daegyeongseong (대경성) sont d'immenses succès. En 2000 et 2001, Tai-Ji et ses musiciens enchainent 11 concerts dans 6 villes différentes où il reprend non seulement ses succès en solo mais aussi ceux de Seo Tai-Ji and Boys avec les apparitions remarquées de Yang Hyeon-Seok (양현석), Kim Jong-Seo (김종서) et Masta Wu.
Mi 2001, Seo Tai-ji prend part au Summer Sonic Festival à Osaka avant la sortie japonaise du maxi-single Daegyeongseong (대경성) renommé Feel The Soul pour l'occasion. Il lance la même année la première édition de l'ETPFest à Séoul.
À la suite du succès retentissant du 6th Album, une nouvelle version remasterisée sort dans les bacs en 2003 sous le nom de 6th Album Re-Recording and ETPFest Live. Cette version contient des titres joués lors de l'édition 2002 de l'ETPFest ainsi qu'un VCD du festival.
Le 24 janvier 2004, de retour du Japon qu'il habite depuis 2002, il est accueilli par plus de 2 000 fans à l'aéroport. 3 jours plus tard sort 7th issue, le dernier album en date de Seo Tai-Ji. Pour cet album, il collabore avec plusieurs musiciens japonais reconnus tels que Jun "J" Onose, Kazuhito "Kaz" Iwaike et Kazuhiko "I.N.A." Inada. 7th Issue se plaça en tête des ventes pour l'année 2004 avec 482,066 exemplaires vendus en Corée du Sud.
La même année, Seo Tai-ji se rendit à Vladivostok afin d'y tenir un concert pour la commémoration du 120e anniversaire des relations diplomatiques entre la Corée du Sud et la Russie.
Actuellement, il habite toujours au Japon où il préparerait son énième retour.

### Discographie

#### Solo
- Seo Tai Ji (1998)
- Seo Tai-Ji 6th Album (2000)
- Seo Tai-Ji Hwa [Live concert album] (2000)
- Seo Tai-Ji 6th Album Re-Recording and ETPFEST Live (2003)
- Seo Tai-Ji 7th Issue (2004)
- Seo Tai-Ji Live Tour ZERO 04 (2004)
- Seo Tai-Ji 8th ATOMOS Part Moai (2008)
- Seo Tai-Ji 8th ATOMOS Part Secret (2009)
- Seo Taiji 25 Project [Time: Traveler] (2017)

### Vidéographie
- 태지의 話 [Live concert album] (2000)
- Seo Tai-Ji Live Tour ZERO 04 DVD+Art book (2004)
- 2004 Seo Tai-Ji Record of the 7th (2005)
- The Shedding Bird: Seo Taiji Company DVD+Art book (2005)